# Les Insaisissables
Ne doit pas être confondu avec Insaisissables ou Insaisissables (série de films).
Pour plus de détails, voir Fiche technique et Distribution.
Les Insaisissables est un film français réalisé par Christian Gion et sorti en 2000.

## Synopsis
Romain, agent immobilier, se voit menacé de saisie par les huissiers. La situation s’aggrave lorsque la maison de sa grand-mère est sous la menace d'une saisie sous l’ordre de la banque « La Reynière », et par l’intermédiaire de maître Grimbert.
Après une première tentative ratée (saisie des biens de La Reynière au lieu de la grand-mère de Romain), Maître Grimbert va s’acharner sur Romain et sur son quartier.
Celui-ci n’a qu’une seule solution : devenir insaisissable et défendre son quartier contre les huissiers.
Une seule méthode : apprendre le Nouveau Code de Procédure Civil et le Code Civil.
Et 3 règles à appliquer :
- Règle n° 1 : ne les laissez surtout pas entrer
- Règle n° 2 : ne les laissez pas vous intimider
- Règle n° 3 : soyez persuasifs.

## Fiche technique
- Titre : Les Insaisissables
- Réalisateur : Christian Gion
- Scénario et Dialogue : Christian Gion
- Photographie : Jean-Jacques Tarbes
- Montage : Hélène Plemiannikov
- Musique : Francis Lai
- Producteur : Michel Pouget
- Société de production : Next Productions
- Pays de production : France
- Langue : français
- Genre : comédie
- Tournage : 1999
- Durée : 92 minutes
- Date de sortie : France : 3 mai 2000

## Distribution
- Daniel Prevost : Grimbert
- Dominique Guillo : Romain
- Laurent Natrella : Philippe
- Sébastien Thiéry : Alain
- Andrée Damant : Madeleine
- Julie Debazac : Olivia
- Christian Bouillette : Le commissaire
- Christian Charmetant : Le directeur de la banque
- Nicky Marbot : Jean-Louis
- Tony Gaultier : Fernand
- André Dupon : Henri
- Jean-Pierre Bertrand : La Raynière
- Renée Le Calm : Mme Legros
- Géraldine Giraud : Barbe
- Hélène Quilez : Claudine
- Candide Sanchez : le jeune huissier

## Commentaires
- Ce film est basé sur le livre de Jean-Pierre Cevaer : Le Racket légal des huissiers (Albin Michel, 1996). Jean-Pierre Cevaer, auteur du livre, est un ancien huissier. Retiré de la profession, il a notamment été conseiller municipal (FN) dans la commune du Canet-en-Roussillon[1].
- Dans l'une des scènes du film, Romain (le personnage principal) reçoit ce livre de l'un de ses amis, afin de lutter contre les huissiers.